# کاریزک خوجوئی
کاریزک خوجوی :  روستایی از توابع بخش مرکزی شهرستان تربت حیدریه در استان خراسان رضوی ایران است.

## جمعیت
این روستا در دهستان بالا ولایت قرار دارد و براساس سرشماری مرکز آمار ایران در سال ۱۳۸۵، جمعیت آن ۹۷۲ نفر (۲۶۳خانوار) بوده‌است.